# فلسطین در المپیک تابستانی ۲۰۱۶

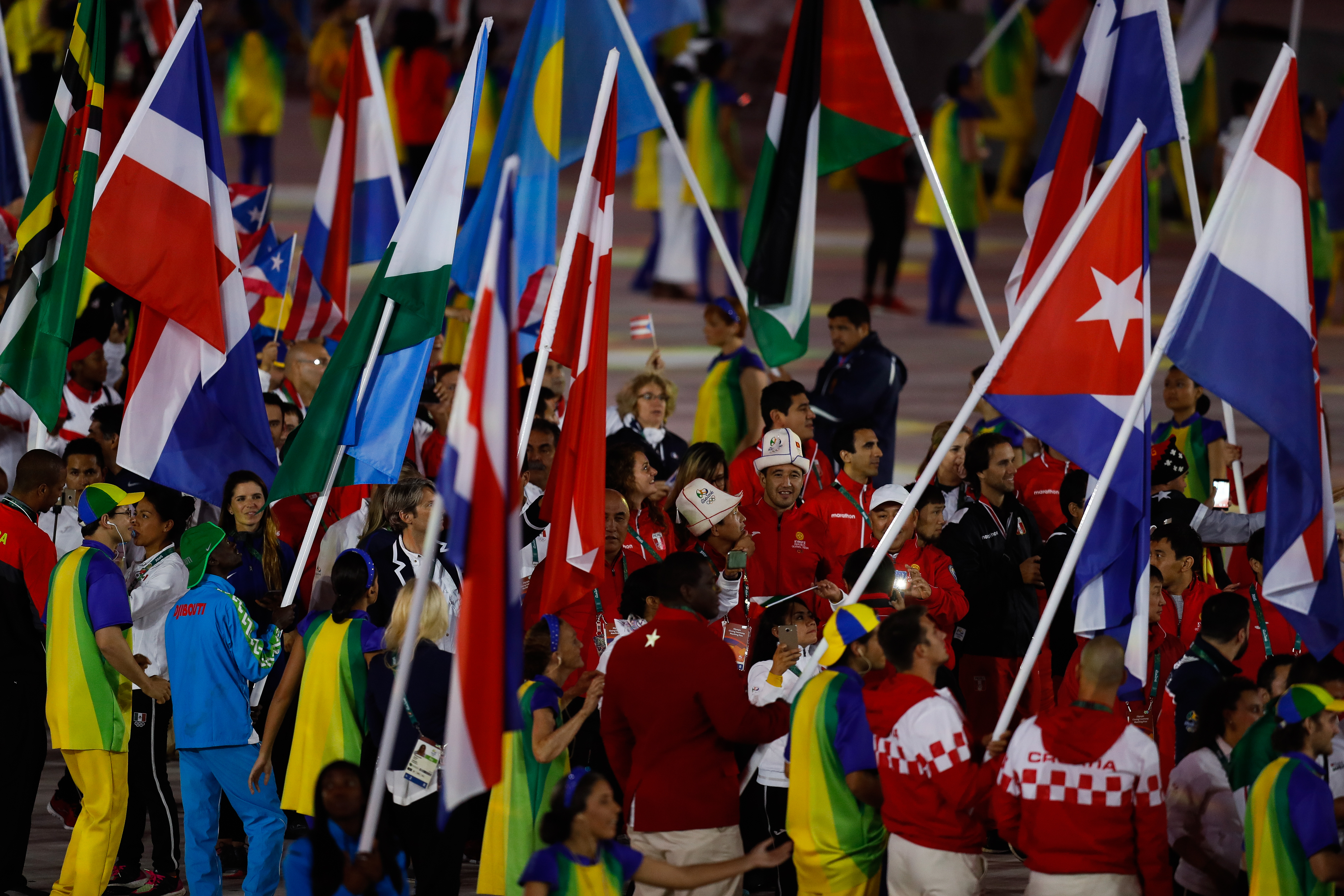
کاروان المپیک تابستانی ۲۰۱۶

فلسطین با ۶ ورزشکار در ۴ رشته ورزشی در بازی‌های المپیک تابستانی ۲۰۱۶ که از ۵ تا ۲۱ آگوست ۲۰۱۶ در ریودوژانیرو برزیل برگزار خواهد شد، شرکت می‌کند.